# Machairodus africanus
Machairodus africanus – duży szablastozębny kot wielkości dzisiejszego lwa afrykańskiego, zamieszkiwał w okresie pliocenu i plejstocenu: Afrykę, Azję, Europę. Pojawił się ok. 5 milionów lat temu, a wyginął ok. 500 tysięcy lat temu. Został opisany na podstawie szczątków odkrytych w Aïn Brimba w Tunezji.